# Wimbledon Championships 1967
Die 81. Auflage der Wimbledon Championships fand 1967 auf dem Gelände des All England Lawn Tennis and Croquet Club an der Church Road statt. Mit insgesamt 301.896 Zuschauern wurde ein neuer Rekord erzielt.
Billie Jean King gelang es als erster Spielerin seit Suzanne Lenglen 1925, in einem Jahr das Einzel, das Doppel und das Mixed zu gewinnen. Dabei gab sie lediglich zwei Sätze – einen im Doppel und einen im Mixed – ab.
Es waren die letzten Wimbledon Championships, bei denen ausschließlich Amateure zugelassen wurden. Nach dem Turnier wurde im August 1967 auf dem Gelände ein Turnier nur für Profis (die Wimbledon World Professional Championships) ausgetragen, das von der BBC erstmals in Farbe übertragen wurde und auf großes Zuschauerinteresse stieß. Im Dezember entschied das Präsidium des All England Clubs als erster Organisator eines Grand-Slam-Turniers, im folgenden Jahr Profi-Spieler zu den regulären Wimbledon Championships zuzulassen. Im Februar 1968 schaffte die International Tennis Federation die Amateurregelung weitestgehend ab.

## Herreneinzel
Bei den Herren erreichten nur zwei gesetzte Spieler das Viertelfinale, der an Position 1 gesetzte Vorjahressieger Manuel Santana verlor gar bereits sein Auftaktmatch. Schließlich errang John Newcombe seinen ersten von drei Einzeltiteln in Wimbledon. Im Finale schlug er den Deutschen Wilhelm Bungert klar in drei Sätzen.

## Dameneinzel
Billie Jean King verteidigte ihren Titel. Sie setzte sich im Endspiel gegen Ann Haydon-Jones in zwei Sätzen durch.

## Herrendoppel
Im Herrendoppel siegten die Südafrikaner Bob Hewitt und Frew McMillan.

## Damendoppel
Das Damendoppel konnten Rosemary Casals und Billie Jean King für sich entscheiden.

## Mixed
Im Mixed waren Owen Davidson und Billie Jean King siegreich.

## Quelle
- J. Barrett: Wimbledon: The Official History of the Championships. HarperCollins Publishers, London 2001, ISBN 0-00-711707-8.